# Aurelio Arteta Aísa
Aurelio Arteta Aísa (Sangüesa, Navarra, 1945) es un profesor universitario español. Doctor en Filosofía y licenciado en Sociología, ha ejercido como Catedrático de Filosofía Moral y Política en la Universidad del País Vasco hasta su jubilación en septiembre de 2015. A lo largo de más de treinta años, ha colaborado regularmente también con sus artículos de opinión en periódicos nacionales y locales. 
Igual que no acierta a desligar la ética de la política, tampoco entiende una filosofía que no se deje dirigir por el afán práctico de cuestionar la conducta individual y colectiva. Sus primeros trabajos académicos versaron sobre distintos aspectos de la obra del filósofo existencialista Gabriel Marcel y de la crítica social de Karl Marx, objetos respectivos de su tesis de Licenciatura y Doctorado. Ya en materia ética, prestó después especial atención a sentimientos morales básicos, como la compasión y la admiración, a la responsabilidad por omisión cómplice del sujeto moral o a la falsa idea de la tolerancia. De su pensamiento más estrictamente político sobresalen su labor como editor y colaborador de obras colectivas sobre la teoría de la democracia, así como su empeño en la recopilación y crítica de numerosos tópicos nefastos para la vida personal y social del presente.
Pero seguramente su faceta pública más conocida es la de polemista y fustigador ya no sólo del terrorismo etarra, sino del nacionalismo vasco que, según el Profesor Arteta, lo alimenta y luego del catalán. De modo particular se ha esforzado en resaltar la ilegitimidad que él observa en sus políticas lingüísticas, a sus ojos la palanca más potente de su respectiva "construcción nacional".
De esa prolongada presencia en los órganos de opinión destacan asimismo múltiples análisis y denuncias de la confusión de categorías centrales de la ciudadanía democrática, los privilegios forales, las pretensiones de la jerarquía eclesiástica, la corrupción del lenguaje ordinario, etc. Es miembro fundador y activo colaborador del partido Unión Progreso y Democracia (UPyD).

## Obra
- A diestro y siniestro, ed. Libertarias, 1992
- Un aspecto de la ontología de Marx: el concepto de forma como determinación social, Pensamiento, Vol.43, nº170, pp. 151-177, 1987
- Gabriel Marcel: reflexión segunda y misterio ontológico, Revista de filosofía, n.º 8, pp. 299-317, 1985
- El sentido de la crítica en el periodismo político del joven Marx: gaceta renana (1824 - 43), Revista de estudios políticos, nº45, pp. 69-92, 1985
- Marx: la alienación del tiempo en su forma social capitalista, Mientras tanto, nº16-17, pp. 157-173, 1983
- Recuperar la piedad para la política, Rev. Internacional de filosofía política, n.º 2, noviembre de 1993
- Actualidad de Tocqueville sobre la democracia, en Eguzkilore, n.º 5, pp. 189-208, 1992
- Marx: valor, forma social y alienación, ed. Libertarias, Madrid, 1993
- Parva política, Huerga & Fierro Editores, Madrid, 1995
- Fe de horrores, R&B, 1999
- Tantos tontos tópicos, Ariel, Barcelona, 2012
- La compasión. Apología de una virtud bajo sospecha, Paidós, Barcelona, 1996
- " Mal Consentido. La complicidad del espectador indiferente", Alianza, Madrid, 2010.

- Datos: Q8209282